# АТВ-центр
Муниципальное учреждение «Телестудия „АТВ-центр“» (Ахтубинск) — астраханский телеканал, региональный партнёр стал информационно-развлекательный телеканала Продвижение в Ахтубинском районе.

## Общая информация
Телестудия образована c 9 мая 1994 году в г. Ахтубинск, Астраханской области
Коллектив учреждения насчитывает 40 человек.
Редакция телестудии выпускает более 20 передач, производит рекламную видеопродукцию.
С 2002 года является членом Национальной Ассоциации Телерадиовещателей. На протяжении многих лет сотрудничает с АНО «Интерньюс».

## Программы
Редакция телестудии выпускает более 20 передач: «Поздравляем», «Ныне», «Спортивный вестник», «Наша дача», «Встреча в студии» и другие. Программы разнообразны по тематике и манере подачи материала (информационные, аналитические, познавательные, развлекательные).
Также телестудия информирует телезрителей о событиях, происходящих не только в районе, но и в регионе.

## Награды
Работы «АТВ-Центр» неоднократно признавались победителями региональных и международных телевизионных конкурсов:
- диплом победителя областного конкурса на соискание губернаторской премии в области журналистики,
- победитель VII Международного конкурса телевизионных программ «Бархатный сезон»,
- по итогам работы за 2003 г. телестудия получила специальный диплом Всероссийского конкурса на ежегодную премию за лучшее и систематическое освещение в СМИ темы патриотического воспитания граждан «Патриот России»,
- и другие награды.